# Nokia Arena
De Nokia Arena ofwel Tampereen Kannen areena (Dekarena van Tampere) is een stadion in de Finse stad Tampere. In het stadion worden voornamelijk ijshockeywedstrijden en culturele evenementen zoals concerten gehouden. Het is de thuisbasis van de twee lokale ijshockeyclubs Ilves en Tappara. In zowel 2022 als 2023 werden er wedstrijden voor het wereldkampioenschap ijshockey voor mannen georganiseerd. De Nokia Arena is ontworpen door Poolse architect Daniel Libeskind.

## Geschiedenis
In 2010 werd de bouw van het stadion goedgekeurd door de gemeenteraad van Tampere en in 2018 begon de constructie van het gebouw. Toen in 2020 bekend werd dat de arena 'UROS Live' genoemd zou worden, werd dit uitgebreid bespot en bekritiseerd in kranten en op sociale media. 'Uros' betekent 'mannetje' en wordt in hedendaags Fins gebruikt om mannelijke dieren te beschrijven. Hierdoor heeft het een connotatie zoals het woord 'dekhengst'. De naamgevingsovereenkomst - die was afgesloten met technologiebedrijf Uros uit Oulu op basis van zijn hoofdsponsorschap - werd echter in 2021 beëindigd. Later in 2021 werd bekend dat electronicabedrijf Nokia de nieuwe hoofdsponsor zou worden en dus werd de naam uiteindelijk Nokia Arena.
Op 3 december 2021 werd de Nokia Arena geopend met een ijshockeywedstrijd tussen Tappara en Ilves. Het eerste concert was een optreden van Finse rockband Eppu Normaali en het Filharmonisch Orkest van Tampere op 15 december 2021.